# Moldovenești
Moldovenești est une commune de Transylvanie, en Roumanie, dans le județ de Cluj. Elle est composée des villages de Moldovenești, Bădeni, Pietroasa, Plăiești, Podeni, Stejeriș.